# 요로즈 인도네시아
요로즈 인도네시아(일본어: よろずインドネシア)는 비영리단체인 IIJC (Indonesia Internet Japan Club)가 운영하는 재 인도네시아 일본인을 위한 인터넷 커뮤니티이다.
1998년 자카르타폭동이 있었을 때에는, 텔레비전, 라디오와 같이 중요한 해외위험정보소스로 요로즈 전자게시판이 사용되었다.
1998년 5월 17일, 외무성의 위험도4「가족 등 퇴피 권고」(위험도4)가 발표되기 전에도, 대피하는 외국인으로 공항이 혼란스러운 상태를 예견했고, 원활하게 대피가 행해질 수 있게 재외공관창구를 마련하도록 해줬다.